# Mont Figogna
Le mont Figogna (804 m d'altitude) est un mont de la vallée du Polcevera situé sur la commune de Ceranesi, dans la ville métropolitaine de Gênes, en Italie, des hauteurs duquel on peut profiter d'une vue panoramique unique (de la Corse au mont Cervin), par temps clair.
À son sommet, non loin de la ville de Gênes se trouve le sanctuaire de Notre-Dame de la Guardia, important centre de dévotion mariale génois.